# Emesene
Emesene 是一個用PyGTK寫的MSN用戶端，其目的是要建立一個和官方的 Live Messenger 介面相似的軟體而又維持著清爽的介面。
細心看一下 Emesene 就會發現它是由英文字母 "e" 分隔開 msn。

## 支援功能
最新版本的emeseme使用MSN的通訊協定MSNP18，並支援大部分MSN功能，包括：
- 來電振動
- 表情符號
- 自訂表情符號
- 文字格式與顏色
- 個人頭像
- 編輯顯示暱稱與個人訊息
- Tag聊天視窗
- 外掛模組

## 外部連結
- emesene官網
- emesene翻譯說明[永久]
- emesene開發計劃首頁（页面存档备份，存于） - emesene官方使用Launchpad提供的開發平台
- emesene翻譯列表（页面存档备份，存于） - emesene官方使用Launchpad提供的翻譯平台